# Alles Kits
Alles Kits was een jeugdblok gezamenlijk van de AVRO, KRO en de NCRV dat in het begin van maandag t/m zaterdag uitgezonden op Nederland 1. Het programma werd uitgezonden van oktober 1992 tot september 2001 met uitzondering van 1995. Met de start van Z@ppelin in september 2000 verhuisde het kinderblok daarheen.

## Ontstaan
Begin jaren 90 had elke omroep nog een of twee eigen uitzenddagen. Hierdoor had elke omroep ook zijn eigen kinderprogramma, of eigenlijk kinderblok waarin verschillende programma's voor de jongste doelgroep tezamen als 1 programma werden gepresenteerd. Op het eerste net zond de AVRO in een naamloos kinderblok programma's uit, soms onderbroken voor de post. De NCRV had Disneyclub en de KRO had voor de peuters KRO Kresj en voor de iets oudere jeugd Ketsj-up. Vanaf oktober 1984 had de VPRO een jeugdblok in de middag, dat later zou verhuizen naar de zondagochtend en dat omstreeks 1992 de naam Villa Achterwerk zou gaan krijgen. In 1989 kwam daar op beide weekenddagen Telekids bij. Het succes van deze kindermatinees was de AVRO, KRO en NCRV niet ontgaan en besloten werd om de handen ineen te slaan voor een gezamenlijk kinderblok. Na in de zomer door AVRO eerst wat te hebben proefgedraaid ging de samenwerking op 3 oktober 1992 van start. Vanaf die dag was er elke zaterdagochtend van 8.00 tot 11.00 uur en elke doordeweekse dag van 7.00 tot 7.30 uur Alles Kits. Met de doordeweekse ochtenduitzendingen werd al vrij snel gestopt. Het blok op zaterdagochtend bleef een tijdje. Het programma kon het succes van Telekids niet evenaren en na in 1995 een jaar van de buis te zijn geweest keerde het programma terug in de middag van 17.00 tot 18.00 uur van maandag t/m zaterdag. Na 2001 ging het programma onder druk van zendercoördinator Cathy Spierenburg op in de kinderzender van de NPO genaamd Zappelin en ZAPP.

## Presentatoren
In de loop der jaren heeft programma diverse presentatoren gehad, waaronder:
- Bas Westerweel - 1992-1995
- Minoesch Jorissen - 1992-1995
- Judith de Bruijn - 1992- 1995 (vaste invalster)
- Paula Udondek
- Paul Groot
- Erik van der Hoff

## Programmaonderdelen
- Tetris - Een bel- en studiospel waarin er blokjes in horizontale lijnen moesten worden gelegd. Bij elke hele lijn werden er punten gescoord. Het was hetzelfde spelletje als het populaire spelletje dat begin jaren 90 gratis geleverd werd bij aankoop van een Gameboy. In België maakt men voor het televisieprogramma Blokken gebruik van hetzelfde spelletje. In het geval van Alles Kits deden de kinderen mee via de telefoon en moesten ze de toetsen van de telefoon gebruiken om het spel te besturen. Dit gebeurde in verschillende rondes en er konden er veel prijzen mee gewonnen worden. Later werd Tetris vervangen door Mario Kart waarbij deelnemers een directe confrontatie met elkaar hadden.
- De KK Foon - Het laatste halfuur van het programma was met dit onderdeel gevuld. Hierin werd elke week met een groep kinderen over een bepaald onderwerp gepraat. Ook waren er vaak deskundigen in de studio. Het ging bijvoorbeeld over pesten, ziektes, opgroeien, verliefd zijn etc. Kinderen thuis konden bellen en dan zelf iets vertellen of een vraag stellen. Het onderdeel werd meestal verzorgd door Minoesch Jorissen.
- Het Land in - In de zomer en doordeweekse ochtenduitzendingen ging Westerweel het land in in een soort ijskarretje. Op zoek naar de kijkers in buurten, op scholen, campings. Aan het einde van de uitzending liet hij op het bord waar de plaatsnaam stond de Alles Kits-sticker achter. Naast de herkenningsmelodie van Alles Kits was ook vaak het nummer Get Around van The Beach Boys te horen in het programma.
- De Verzoekenman (onderdeel uit De Confetticlub uit 1995, toen de omroepen voor een jaar de samenwerking in Alles Kits weer stopzette) - Hierin werden verzoekjes van kijkers door Westerweel omgezet in daden. Westerweel in een soort Elvispak die dan te strijde kwam. Meestal op een beetje onhandige manier.
- De Post - Brieven werden voorgelezen en tekening getoond.
- De Klimrekquiz - Kinderen strijden in verschillende vragenrondes voor geld. De opbrengst gaat naar meer speelgelegenheid in de buurt of straat waar de kinderen wonen.
- De Alleskitsquiz - Een onderdeel dat de laatste jaren van het programma als rode draad door het totaal programma liep. Je zou kunnen zeggen dat dit een van de voorlopers is van Beste Vrienden Quiz wat sinds een aantal jaren bij kinderzender ZAPP te zien is.

## Programma's uitgezonden tijdens Alles Kits
| - Abeltje - Albert de 5e musketier - Bamboe Beren - Bertje Knor (in 1995 een losstaand programma van de KRO) - Captain Cockpit - CatDog - Cinekid met Paul Groot - Dag juf, tot morgen - De 3 vrienden en Jerry - De Droomshow met Judith de Bruijn. Later met achtereenvolgens Bart Peeters en Michaël van Buuren | - De Legende van de Bokkerijders - DuckTales - Ferdie de mier - Fred en Ro Show - Kwam voort uit Studio Opstelten van de KRO in 1995 met Eric van Sauers als Fred en Thomas Acda als de pop Ro. - Gimmie Gimmie Game show met Paul Groot en Paula Udondek - Groot Licht met Johan Terryn en Yvon Jaspers - De Grote Kunstroof met Baas en Haas - Het Zakmes - Jules & Jules - KaBlam! | - Kiekeboe - Kinderen van Waterland - Kinderprinsengrachtconcert - Kissy Fur - Ko de Boswachtershow - KRO's Tekenfilmfestival - Kunst en Vliegwerk - LifLafLab - Mijn Franse tante Gazeuse - Mijn idee - Medisch Centrum Muis - Mr Kluns | - Mugge - Noddy - Oren van je kop met Huivert en Pluis - Pieter Post - Pippi Langkous - Pluizerd - Professor Poopsnagle - Quatro met Jochem van Gelder - Ratjetoe - The Ren & Stimpy Show - Rocko's Modern Life | - Rescue Rangers - Secret Valley - Thomas en Senior - Tussen wind en water - Willie en Nellie - Winnie de Poeh - Woof - Wordt vervolgd met Judith de Bruijn (Voorheen presenteerde Han Peekel dit programma. Bij de verhuizing naar Kindernet keerde Pekel terug als presentator) - Zig Zag met Sybrand Niessen en later met Yvon Jaspers - ZipZoo: coördinaat X met Sipke Jan Bousema |

Dit jeugdblok begon op 3 oktober 1992 en stopte op twee september 2001.